# U 627
U 627 war ein deutsches U-Boot vom Typ VII C der ehemaligen deutschen Kriegsmarine. 

## Geschichte
Die Kiellegung erfolgte am 8. August 1941 bei Blohm & Voss in Hamburg. Der Stapellauf erfolgte am 29. April 1942. Am 18. Juni 1942 wurde U 627 in Dienst gestellt. Es gehörte zunächst als Ausbildungsboot zu der 5. U-Flottille und wurde dann ab Oktober 1942 bei der 6. U-Flottille als Frontboot eingesetzt. Der Kommandant war Kapitänleutnant Robert Kindelbacher. U 627 trug als Emblem die Zeichnung einer Meerjungfrau, die sich im Spiegel betrachtet.

### Einsätze
U 627 absolvierte nur einen Einsatz als Frontboot. Es wurde bereits auf seiner ersten Unternehmung durch einen Luftangriff versenkt.

#### Erste Feindfahrt
Am 15. Oktober 1942 lief U 627 von Kiel zu seinem einzigen Einsatz aus. Während dieser Unternehmung kam es zu keiner Feindberührung. Am 27. Oktober wurde das Boot südlich von Island von der Besatzung einer britischen B-17 Flying Fortress gesichtet und mit Wasserbomben angegriffen.

### Untergang
U 627 wurde am 27. Oktober 1942 durch eine britische – zur Geleitsicherung des Konvois SC 105 gehörende – B-17 Flying Fortress der 206. Squadron der Royal Air Force mit Wasserbomben angegriffen.  Die Flying Fortress warf sieben Wasserbomben in den Strudel, den das U-Boot beim Abtauchen hinterlassen hatte. Nach dem Abklingen der Detonationen trieb eine große Öllache auf. U 627 sank auf der Position 59° 14′ N, 22° 49′ W südsüdwestlich von Island. Seine gesamte Besatzung ging mit dem Boot unter.